# L'Atlantide (pel·lícula de 1921)
L'Atlantide és una pel·lícula muda franco-belga de 1921 dirigida per Jacques Feyder, i la primera de diverses adaptacions de la novel·la més venuda L'Atlantide de Pierre Benoit. També va ser llançat amb diversos títols en anglès en diferents moments.

## Trama
L'any 1911, dos oficials francesos, el capità Morhange i el tinent Saint-Avit, es perden al desert del Sàhara i descobreixen el llegendari regne d'Atlantis, governat per la seva eterna reina Antinéa. Es converteixen en l'últim d'una línia de captius que ella ha pres com a amants i que són assassinats i embalsamats amb or després d'haver-se cansat d'ells. No obstant això, Morhange, que ja lamenta un amor perdut i planeja prendre ordres sagrades, és indiferent als avenços d'Antinea i la rebutja. Enfadada i humiliada, explota la gelosia del seu amic Saint-Avit i l'incita a matar Morhange. Horroritzat pel que ha fet, Saint-Avit és ajudat a escapar per la secretària d'Antinéa, Tanit-Zerga, i després de gairebé morir al desert de set i esgotament, una patrulla de soldats el troba. Saint-Avit torna a París i intenta reprendre la seva vida, però no aconsegueix oblidar Antinéa. Tres anys més tard torna al desert i es posa a buscar de nou el seu regne, acompanyat d'un altre oficial a qui ha explicat la seva història.
Bona part de la narració està continguda en un llarg flashback mentre Saint-Avit relata la seva primera visita a Antinéa; En aquest marc s'utilitzen altres flashbacks més curts, creant una estructura narrativa força complexa.

## Repartiment
- Jean Angelo - Capt. Morhange

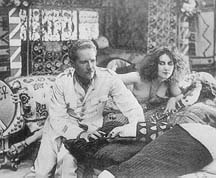
Georges Melchior i Stacia Napierkowska

- Stacia Napierkowska - Reina Antinea
- Georges Melchior - Lt. de Saint-Avit
- Marie-Louise Iribe - Tanit-Zerga
- Abd-el-Kader Ben Ali - Cegheir ben Cheik
- Mohamed Ben Noui - Guide Bou-Djema
- Paul Franceschi - Arxiver
- André Roanne - Segheïr ben Cheïkh
- René Lorsay - Lt. Olivier Ferrières

## Producció i distribució
Quan Jacques Feyder va obtenir els drets per a filmar la novel·la de Benoit, va fer el pas radical d'insistir que la pel·lícula s'havia de fer al Sàhara, una estratègia que cap cineasta havia utilitzat abans per a un projecte d'aquesta escala. Tot el seu repartiment i el seu equip van ser portats a Algèria, primer a les muntanyes Aurès i després a Djidjelli a la costa, durant 8 mesos de rodatge. Fins i tot els interiors van ser filmats en un estudi improvisat en una tenda de campanya fora d'Alger, amb escenografies del pintor Manuel Orazi.
Feyder inicialment va demanar diners en préstec al seu cosí que era director de Banque Thalmann. En el moment de l'estrena de la pel·lícula l'octubre de 1921, els costos havien augmentat fins a una xifra sense precedents de gairebé 2 milions de francs, i els seus patrocinadors financers van vendre ràpidament els seus drets al distribuïdor Louis Aubert. No obstant això, la pel·lícula aviat es va convertir en un gran èxit i Aubert va guanyar molts diners; va funcionar en un cinema de París durant més d'un any i es va vendre molt a l'estranger. Aubert va tornar a estrenar la pel·lícula el 1928 i va tenir un èxit renovat.

## Recepció
La celebritat de la novel·la font, així com les circumstàncies molt informades de la producció, van assegurar que la pel·lícula rebé molta atenció en el seu llançament. Malgrat les 3 hores de durada i el seu ritme de vegades lent, va resultar enormement popular entre el públic i va posar Jacques Feyder al capdavant dels cineastes francesos. La recepció crítica de la pel·lícula va ser més variada, amb particulars objeccions contra l'actuació central de Stacia Napierkowska; havia estat ballarina i actriu de cinema coneguda durant molts anys, però Feyder es va penedir d'haver-la contractat per retratar la captivadora Antinéa, sobretot quan va descobrir que havia guanyat un pes inadequat. No obstant això, l'èxit indubtable de la pel·lícula va ser la grandesa de les seves ubicacions i la fotografia dels paisatges desèrtics. Un comentari molt citat de Louis Delluc no va ser del tot sarcàstic: "Hi ha un gran actor en aquesta pel·lícula, que és la sorra".
L'Atlantide va ser un dels primers llargmetratges que va representar la presència colonial francesa al nord d'Àfrica, i va obrir el camí a una sèrie d'altres pel·lícules realitzades durant la dècada de 1920 que van emfatitzar els aspectes romàntics i exòtics de l'experiència colonial; exemples posteriors d'aquesta tradició colonial foren Le Bled (1929), Le Grand Jeu (1934), i La Bandera (1935).

## Estat de conservació
Una versió en DVD de la pel·lícula va ser llançada per Lobster Films/MK2 el 2004, basada en una còpia restaurada a l'Eye Filmmuseum d'Amsterdam. Això revela l'altíssima qualitat de la fotografia de la pel·lícula i inclou un esquema detallat de matisos de color a tota la impressió. El seu temps d'execució és més de 30 minuts (300 metres) més curt que la durada informada de l'original. Té una nova banda sonora musical d'Eric Le Guen.

## Títols alternatius
- Lost Atlantis (USA)
- Missing Husbands (USA)
- Queen of Atlantis (USA)
- Die Loreley der Sahara (Alemanya)
- A Woman of Atlantis[6]